# Kituro Rugby Club
Koordináták: é. sz. 50° 51′ 38″, k. h. 4° 23′ 50″50.860556°N 4.397222°E

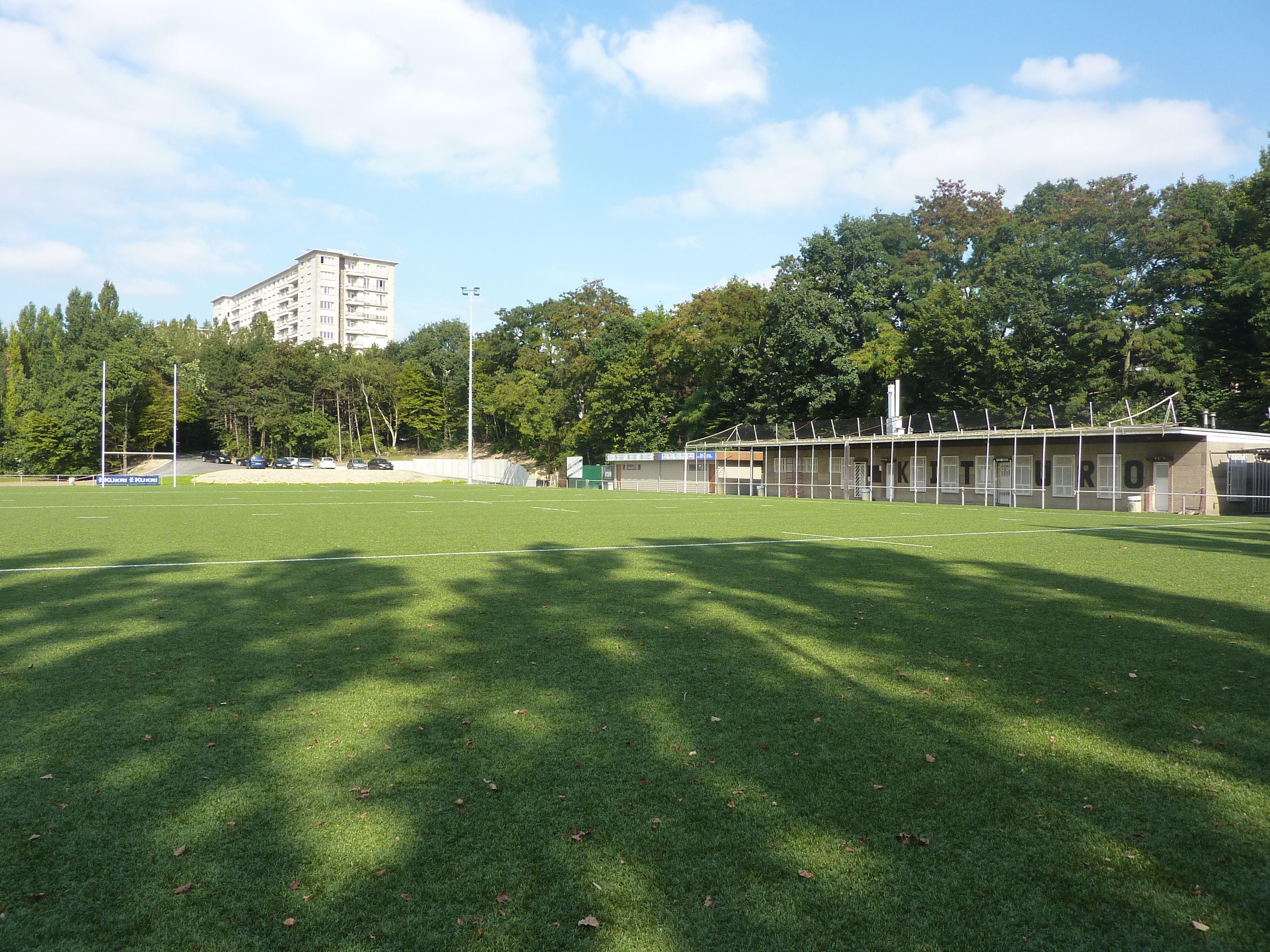
Kituro Rugby Club

A Kituro Rugby Club egy belga rögbi klub  Schaerbeekben (Brüsszel), amely 1961-ben alakult.
Ezt a nevet Haroun Tazieff vulkanológus, rögbijátékos adta a Kelet-Afrikában található Kituro vulkánról. A csapat első elnöke Teddy Lacroix volt. A klub színei: zöld és fekete. 

## Eredmények
- Belga bajnok (5) : 1967, 1996, 2009, 2011, 2017
- Belga kupa (6) : 1969, 1977, 1981, 1983, 1993, 1998
- Belga szuperkupa (2) : 2011, 2012

## Jelentős játékosok
- Vincent Debaty
- Jimmy Parker
- Julien Berger

## Külső hivatkozások
- Hivatalos oldal